# Sclerocona
Sclerocona és un gènere d'arnes de la família Crambidae. Conté només una espècie, Esclerocona acutella, que es troba a Espanya, Sicília, al nord de Gran Bretanya, Dinamarca, a l'est de Sibèria, Japó i Xina. És una espècie introduïda a l'est d'Amèrica del Nord.
L'envergadura és de 25 a 28 mm. Els adults són de color marró clar.
Les larves s'alimenten d'espècies de Zea, Lycopersicon, Humulus, Phragmites i Phaseolus.